# Amália Luazes
Amália Luazes Monteiro dos Santos Leite, mais conhecida por Amália Luazes OIP (Porto, 26 de julho de 1865 — Lisboa, 24 de dezembro de 1938), foi uma professora, publicista, pedagoga e escritora portuguesa.

## Biografia
Nasceu no Porto, na freguesia da Sé, filha de José Luazes Pérez, negociante espanhol e de sua mulher, Cacilda Monteiro Leite, natural do Porto.
Era diplomada pela Escola Normal do Porto e foi professora do Ensino Primário Elementar e Complementar, tendo obtido, durante o seu curso, elevadas classificações e um 2.º prémio. Logo que terminou o seu curso em 1886, foi provida na Escola Complementar Oficial de Valença do Minho. Fez parte do júri de exames ao Magistério Primário em Braga. Em 1890, exerceu o Magistério na Escola Primária Oficial em Oeiras, e, no ano seguinte de 1891, na de Sacavém, transitando, em 1895, para o Lumiar. Em 1901, em Comissão de Serviço, foi colocada na Escola Protectora das Crianças, tendo, em 1903, ingressado no quadro dos professores da Escola N.º39, em Lisboa.
Ainda em 1901, iniciou os cursos nocturnos para operários, regendo gratuitamente, durante três anos, cursos estabelecidos em Alcântara e na Escola N.º39. Tomou parte em todos os Congressos Pedagógicos que se reuniram então, defendendo teses acerca da educação da mulher e da extinção do analfabetismo. Em 1910, foi nomeada professora da Escola Normal de Lisboa, onde prestou relevantes serviços até 1917.
Em 1916, fundou o Instituto do Professorado Primário Oficial Português, secção feminina. Foi diretora desta secção desde a sua fundação até 26 de julho de 1935, data em que se reformou por ter atingido o limite de idade. Em 1919, era nomeada professora das Escolas Primárias Superiores. E, mais tarde, em 1926, fundou o Instituto do Professorado Primário Oficial Português, secção masculina.
Casou com o Capitão António Monteiro Leite e Santos, Oficial da Administração Militar, do qual teve o Coronel Benjamim Luazes Monteiro Leite e Santos e o Major António Luazes Monteiro Leite e Santos, tendo-se divorciado posteriormente.
Faleceu na véspera do natal de 1938 em Lisboa, na freguesia de São Sebastião da Pedreira, aos 73 anos de idade, vitimada por arteriosclerose. Foi sepultada em jazigo de família no Cemitério dos Prazeres, em Lisboa.

## Obras
Publicou as seguintes obras:
- Método Legográfico Luazes[2]
- Contos para os nossos Netos[2][7]
- A Escola da Vida (livro aprovado e adquirido pelo Governo para Prémios aos alunos das Escolas Primárias Oficiais)[2]
- Leituras Instrutivas (também com aprovação do Governo Português)[2]

## Prémios
Todos os seus livros acerca do ensino foram premiados na Exposição Internacional do Centenário da Independência do Brasil no Rio de Janeiro em 1922-1923 e na Exposição Internacional de Barcelona de 1929 com a Medalha de Prata.
Foi louvada pelas Câmaras Municipais de Valença do Minho, de Lisboa e pelo Governo.
Era condecorada com o grau de Oficial da Ordem da Instrução Pública a 11 de abril de 1931 e com a Medalha de Mérito da Cruz Vermelha Portuguesa.